# Zvezdan Pirtošek
Zvezdan Pirtošek, slovenski zdravnik, nevrolog in visokošolski učitelj * 26. avgust 1956. 

## Življenjepis
Bil je prvi predstojnik Kliničnega oddelka za bolezni živčevja, Nevrološka klinika UKC Ljubljana in dolgoletni predstojnik Katedre za nevrologijo na Medicinski fakulteti Univerze v Ljubljani. Klinično in raziskovalno je aktiven predvsem na področju nevrodegenerativnih bolezni in kognitivne nevroznanosti. Za svoje prodorno, strokovno in človekoljubno delovanje na področju zdravljenja demence je leta 2018 prejel državno odlikovanje Red za zasluge.